# Bobrovytsia
Bobrovytsia (tiếng Ukraina: Бобровиця) là một thành phố của Ukraina. Thành phố này thuộc tỉnh Chernihiv. Thành phố này có diện tích ? km2, dân số theo điều tra dân số năm 2001 là 11916 người.